# パイオニア10号
パイオニア10号（英語: Pioneer 10）は、アメリカ航空宇宙局の惑星探査機。世界初の木星探査機である。

## 概要
パイオニア計画の10号機として、1972年3月2日にケープカナベラル空軍基地第36発射施設からアトラス・セントールロケットにて打ち上げられた。1973年12月4日に、木星へ約20万キロメートルまで最接近し、木星やその衛星の画像を送信するとともに、木星の強大な磁気圏やヴァン・アレン帯の観測を行った。パイオニア10号はこの木星への接近によって太陽系を脱出する双曲線軌道へと乗った。
当初の想定では、パイオニア10号からの信号を受信できる距離は、太陽から木星までの距離の2倍未満であった。しかしながら、打ち上げ後の地上設備の改良により、想定していた受信可能距離を超えても受信可能となった。そのため、その後も科学観測ミッションは継続可能となった。この観測ミッションは、海王星の軌道を横断した1983年6月13日を大きく越え、1997年3月31日まで継続された。その後もパイオニア10号との交信は断続的に試みられ、パイオニア10号からの送信は打ち上げから約30年間に渡って確認された。2003年1月23日に最後の信号が地球に送られ、地球への着信までに11時間20分を要した。この日におけるパイオニア10号の太陽からの距離は海王星の約2.7倍にあたる82.1天文単位 (au) であった。パイオニア10号からの信号は極めて微弱になっており、パイオニア10号内部の電力供給は十分に行われていないと判断された。打ち上げから34周年にあたる2006年3月3 - 5日に信号送信を確認する最後の試みが行われた。しかしながらパイオニア10号からの応答は得られなかったことから、その日をもってパイオニア10号の運用は終了となった。

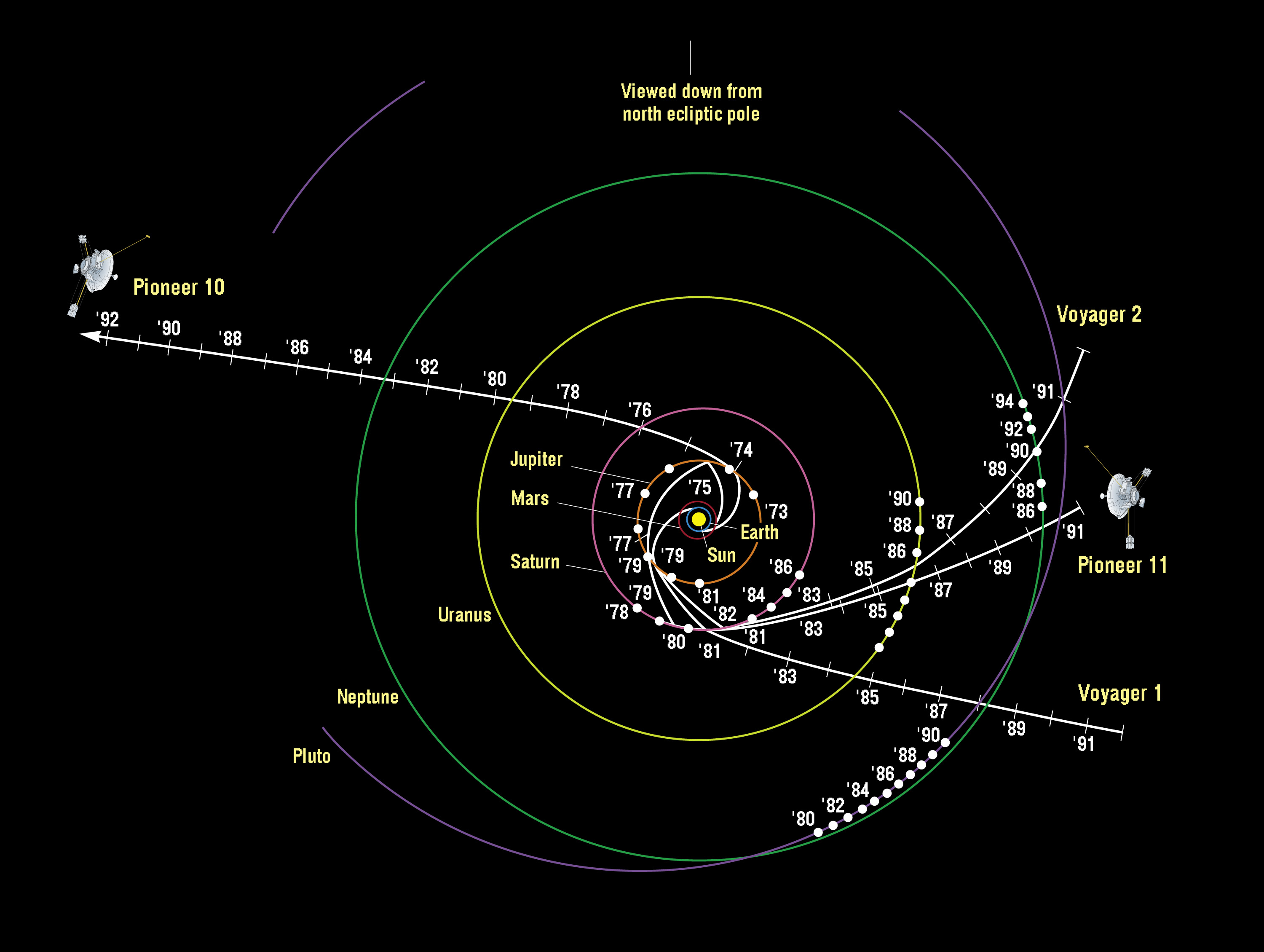
太陽系を脱出する軌道にある4つの探査機と年ごとの位置（1992年まで）。

パイオニア10号は、後にボイジャー1号に抜かれるまでは、地球から最も離れた地点に到達した人工物だった。パイオニア10号は、ボイジャーやパイオニア11号とはほぼ正反対の方向に向かっている。この方向は、天の川銀河に対する太陽系の進行方向とは逆向きである。2010年4月時点では、パイオニア10号は太陽から100.5天文単位の地点にあると推測されている。パイオニア10号は地球から53光年離れたアルデバランの方向へ移動を続けている。もしパイオニア10号がアルデバランに到着するとしても、それに要する時間は約170万年と予測されている。
パイオニア10号は、およそ天王星の軌道を越えたあたり（太陽から20天文単位付近）から、理論的に予測されていたよりも非常にわずかながら「減速」をしている（太陽側に向かっての加速がかかっている）ことが1980年に判明した。以後、同様の現象はパイオニア11号や、その他の太陽系の外縁部に向かった探査機にも見出され、「パイオニア・アノマリー」と呼ばれるようになった。減速の原因については長らくはっきりせず、外部からの未知の力、探査機の内部要因、軌道分析プログラムの誤りなどさまざまな可能性が検討されてきた。しかし2012年に、探査機に搭載された原子力電池の放熱に偏りがあり、熱放射によって予期せぬ推進力が生まれた事が原因であると確定した。

## 木星探査
木星に接近するに従い、1973年11月から木星の写真撮影を開始した。まず、12月2日までに500枚の写真を撮影している。1973年12月4日に20万kmの距離まで最接近している。最接近の前後48時間の間にも写真撮影を行い、高精度の画像を撮影した。

## 探査機

探査機に取り付けられた金属板。

探査機本体は六角形の形状をしている。毎分 4 - 5 回転で全体をスピンさせて安定化し、3組のスラスターによって姿勢を制御した。これによって直径2.74 mの大型パラボラアンテナが地球側に向けられた。打ち上げ時の探査機質量はわずか260 kgであり、うち30 kgが推進剤であった。
外惑星探査では太陽電池の利用は期待できないため、電力供給にはプルトニウム238を利用した原子力電池 (RTG) 4基が用いられた。これらは打ち上げ時で最大155Wの電力を供給し、最後の交信が行われたミッション終了時においてもおよそ60 Wの電力を与えていた。放射線による機器へのダメージを最小限にするため、原子力電池は本体から3 m離れた2本のブームの先に取り付けられた。原子力電池からそれぞれ120°離れた長さ6 mのブームの先には磁力計が取り付けられている。磁力計の他、赤外線放射計測器、紫外線計測器、放射線計測器、カメラなど11の科学観測機器が搭載された。
また、カール・セーガンの発案による地球外知的生命へ向けたメッセージとして、人類や太陽系を描いた金属板が取り付けられている。

探査機の構成
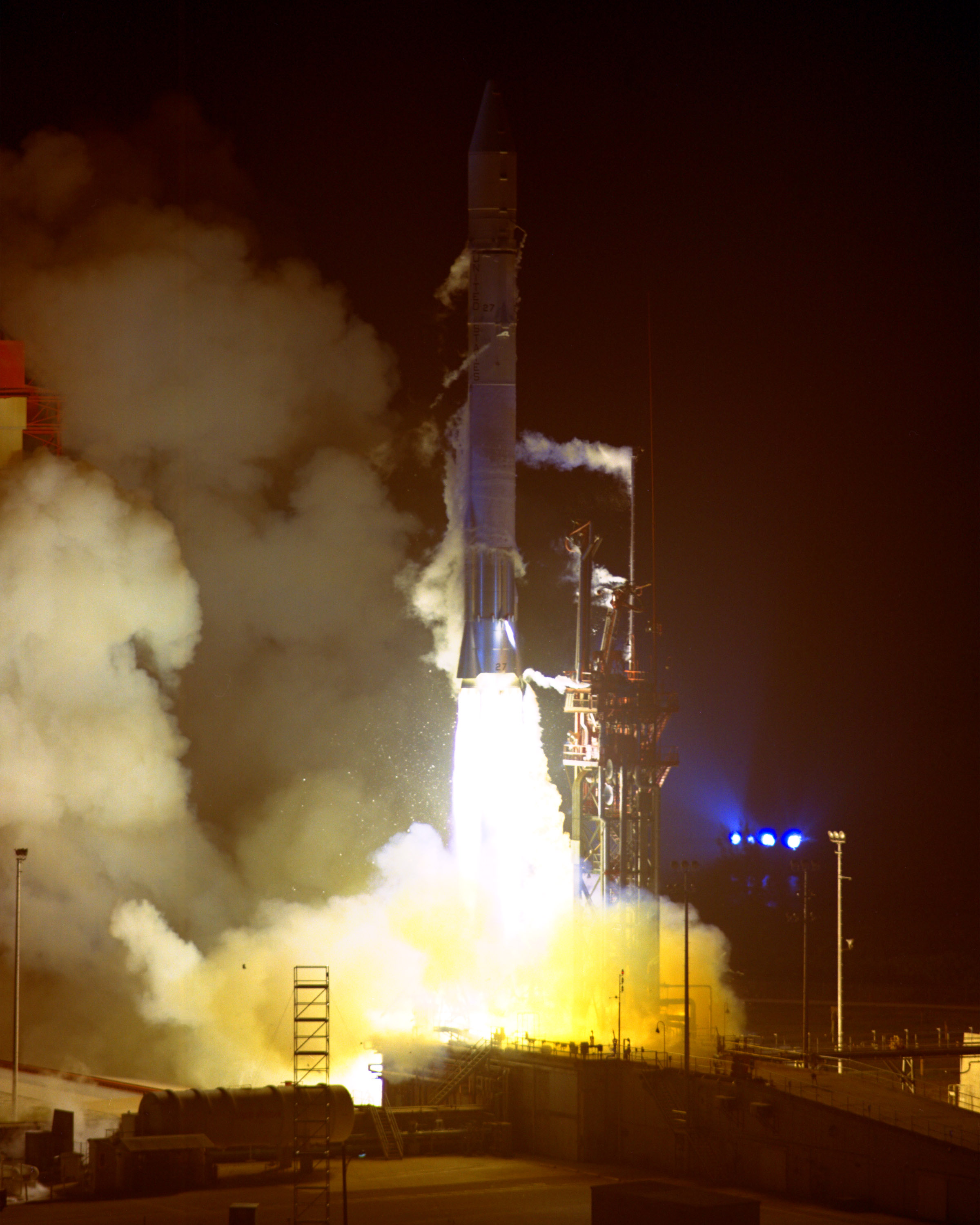
打ち上げ
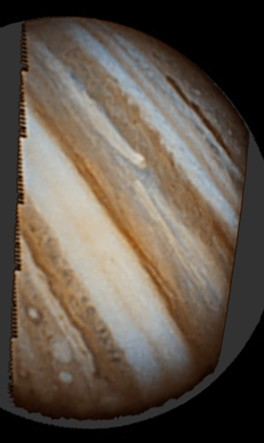
探査機が撮影した木星
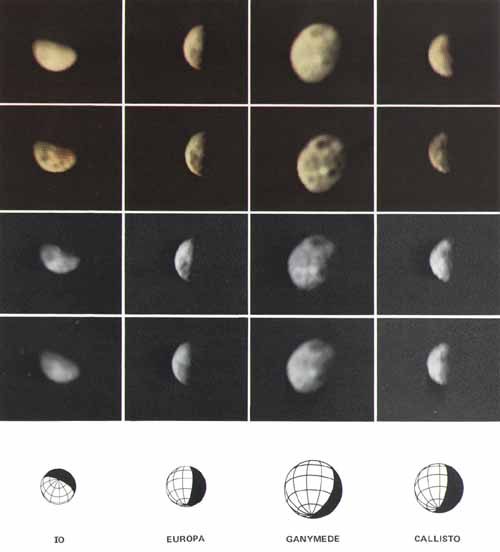
ガリレオ衛星